# عبد العزيز جويدة
عبد العزيز جويدة (وُلد في 1 يناير 1961 م) هو شاعرٌ مصري، ألفَّ عددًا من الدواوين الشعرية، وترجمت جميع أعماله إلى الإنجليزية. شارك في العديد الندوات والبرامج التلفزيونية والإذاعية.

## حياته
وُلد عبد العزيز محمد جويدة مبارك في حوش عيسى بمحافظة البحيرة بتاريخ 1 يناير/كانون الثاني 1961 م الموافق 14 رجب 1380 هـ، وهو أخ الشاعر المصري فاروق جويدة (وُلد عام 10 فبراير 1946). حصل عبد العزيز على درجة البكالوريوس في علم الزراعة من جامعة الإسكندرية عام 1983 م. كان قد عمل عضوًا منتدبًا للشركة المصرية للصناعات الغذائية، وعمل مديرًا لمصنع مستحضرات التجميل والكريمات بشركة ليفر مصر، ويعمل حاليًا رئيسًا لمجلس إدارة شركة كونكورد للاستثمار، ويُقيم في حي مصر الجديدة بالقاهرة.
يُشير كتاب «رثاء الولدين في الشعر العربي المعاصر» الصادر عام 2019 م أنَّ لعبد العزيز «عدد من الدواوين مصاغة بلغة خاصة ممعنة في الشاعريَّة»، وأنَّ بعض قصائده المغناة اشتهرت على يد الملحن سمير شما. ويبدو أنَّ الكتاب أخطأ، حيث تشير العديد من المصادر الأخرى بأنَّ الموسيقار العراقي نصير شمه هو من لحنَّ أكثر من قصيدة للشاعر.

## مؤلفاته
ألفَّ عددًا من الدواوين الشعرية وكانت بين الشعر الحر والعمودي، وطبعت جميع دواوينه أكثر من مرة، وترجمت جميع أعماله إلى اللغة الإنجليزية. ومنها:
- «لا تعشقيني» عام 1992 م.
- «ضيعت عمري في الرحيل» عام 1993 م.
- «وكاد العشق يقتلني».
- «وحيث تكونين قلبي يكون» عام 1998 م..
- «أنت المفاجأة الأخيرة».
- «ليس كل النساء سواء».
- «العشق بلد من بلاد الله».
- «على وعد بأن لا نلتقي أبدًا».
- «محمد الدرة».
- «من النيل إلى الفرات يا قلبي لا تحزن».
- «ولست بآخر الشهداء يا قلبي».
- «قصائدي في الحب».

## وصلات خارجية
- عبد العزيز جويدة على موقع أرشيف الشارخ.
- عبد العزيز جويدة على موقع بوابة الشعراء.